# Fangdu Shuiku
Fangdu Shuiku (kinesiska: 芳杜水库) är en reservoar i Kina. Den ligger i provinsen Zhejiang, i den östra delen av landet, omkring 240 kilometer sydost om provinshuvudstaden Hangzhou. Fangdu Shuiku ligger 20 meter över havet. Arean är 0,30 kvadratkilometer. Trakten runt Fangdu Shuiku består till största delen av jordbruksmark. Den sträcker sig 0,6 kilometer i nord-sydlig riktning, och 0,9 kilometer i öst-västlig riktning.
Genomsnittlig årsnederbörd är 2 023 millimeter. Den regnigaste månaden är juni, med i genomsnitt 334 mm nederbörd, och den torraste är januari, med 74 mm nederbörd.